# Sværddrager
Sværddrageren (Xiphophorus helleri) er en ferskvands-akvariefisk på 13 – 16 cm, der oprindeligt kommer fra Mexico, Belize og Honduras. Den er kultiveret og findes i efterhånden mange farvevarianter. Den oprindelige er grøn/grå, men findes i dag i blandt andet rød, orange, gul og sort med forskellige aftegninger. 
Fisken genkendes på det for hannerne så karakteristiske sværd, der sidder i forlængelse af halen. Sværddrageren er nem at holde og nem at få til at formere sig. Under selve kurtiseringen spreder hannen sine finner ud og farer rundt om hunnen. 
Sværddrageren hører til familien af ungefødende tandkarper og føder levende unger. I stedet for befrugtning ved gydning, overfører hannen sin sæd i små pakker, gennem et specialdesignet befrutgningsorgan kaldet gonopodium. Hunner kan opbevare sæd fra flere hanner i sig på en gang. Æggene udvikles inde i hunnen, der føder svømmefærdige unger efter 4-6 uger.  
Ældre sværddragerhunner har den egenskab, at de i mangel på hanner kan ændre køn og blive til fuldt funktionsdygtige hanner med både halesværd og gonopodium.[kilde mangler]
Arten trives ved en pH-værdi omkring 7,0 – 8,5, temperaturen skal ligge omkring 18 – 28 °C og vandets hårdhed skal ligge i området 12 – 30. 
Fisken er hårdfør og en udpræget begynderfisk blandt nye akvarister. Den kan i akvariet fodres med flagefoder, men holder af frostfoder som supplement.

## Ekstern henvisning
- Om befrugtningsorganet gonopodium (tysk Wiki)